# Giovanni d’Alemagna

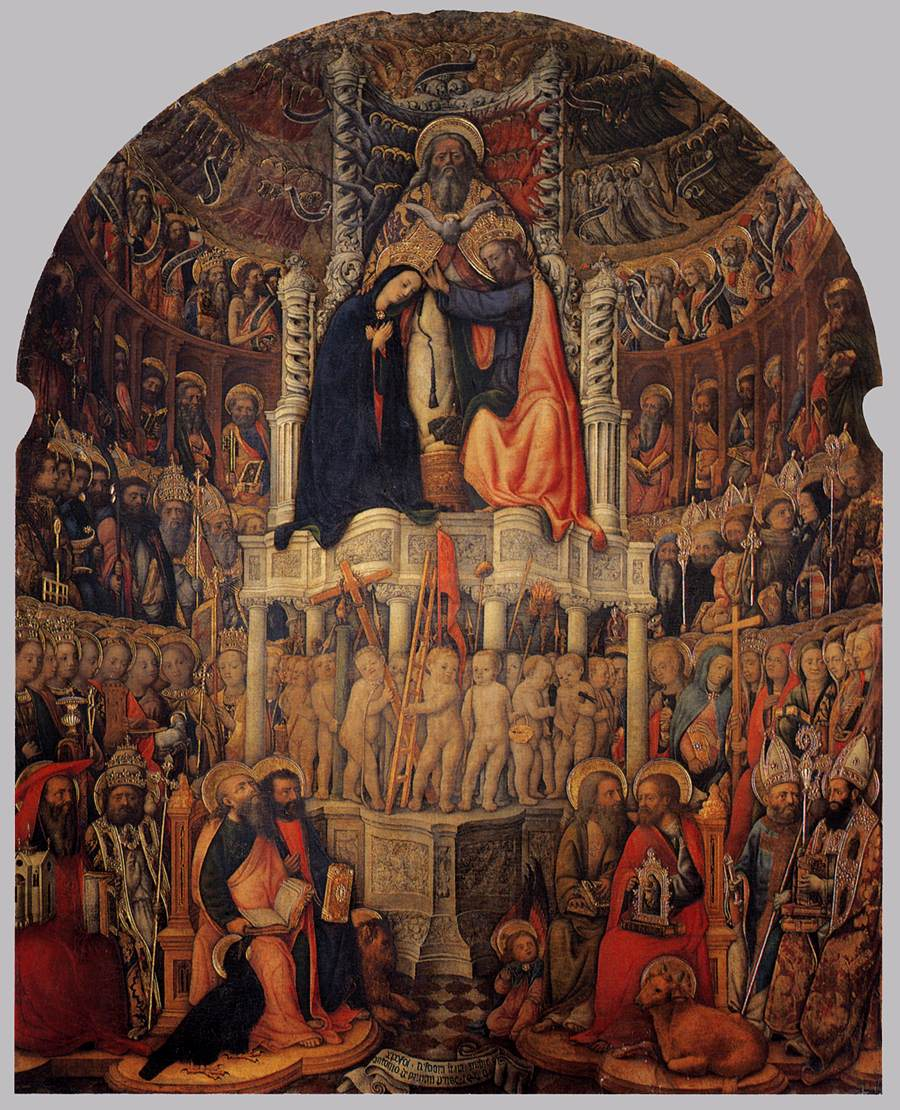
Antonio Vivarini, Giovanni d'Alemagna, Koronacja Marii (1444)

Giovanni d'Alemagna (zm. 9 czerwca 1450 w Padwie) – niemiecki malarz, który działał we Włoszech (Padwa i Wenecja). 
Współpracował ze swoim szwagrem, Antoniem Vivarinim. M.in. wspólnie stworzyli dzieła Madonna z Dzieciątkiem oraz Koronacja Marii. Ich twórczość jest gotycka w wyrazie emocjonalnym, a efekt artystyczny oparty został na linii i ozdobnych wzorach.